# Schorf (Pflanzenkrankheit)

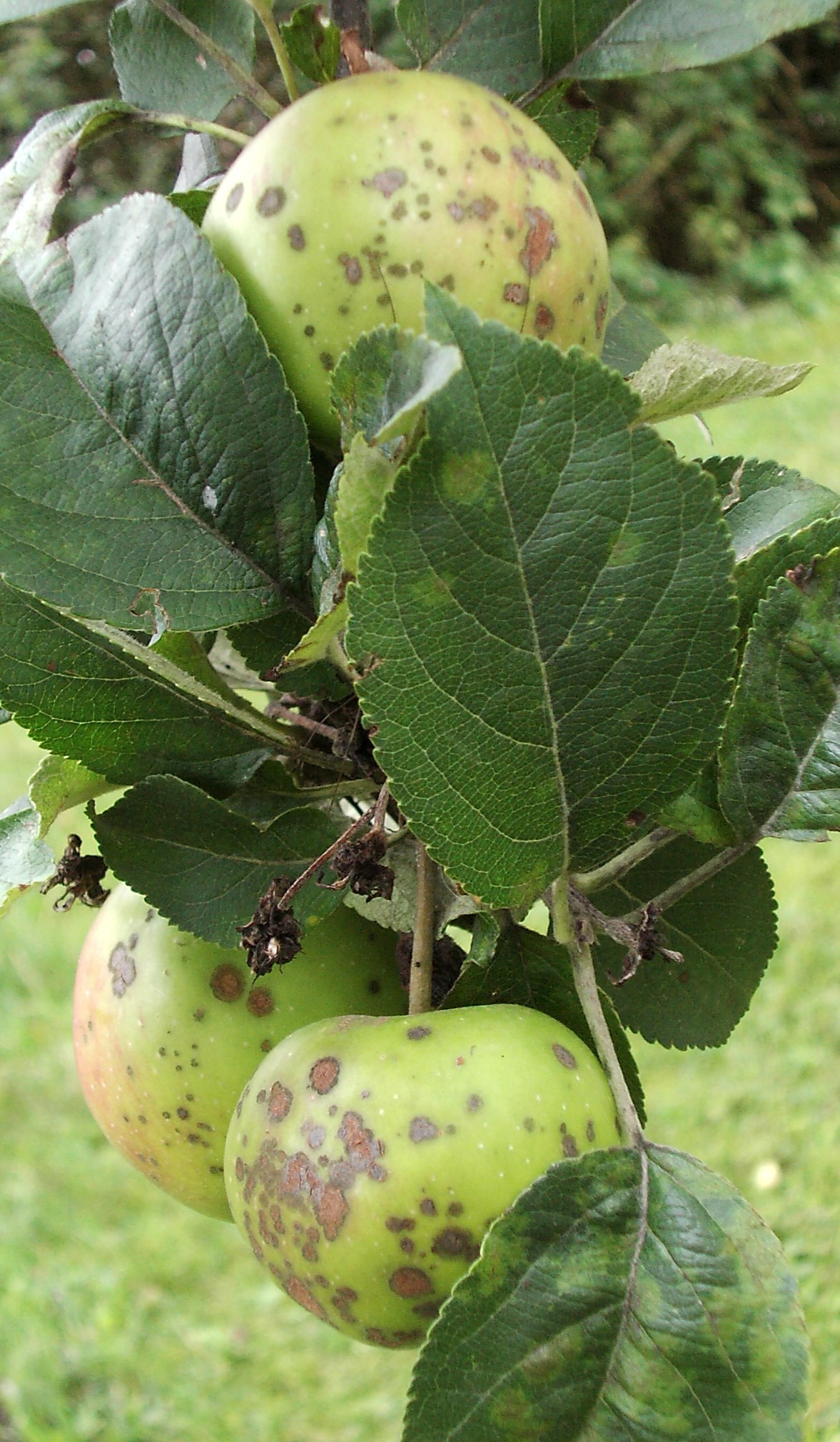
Schorf auf Äpfeln

Als Schorf (Fusicladium, Schorfkrankheit) werden verschiedene Pilzerkrankungen besonders bei Rosengewächsen bezeichnet, die zu oberflächlich rissigen Wundstellen führen.
Wirtschaftlich am wichtigsten ist der Apfelschorf Venturia inaequalis, der Äpfel und Birnen befällt. Im Kartoffelbau treten Kartoffelschorf (Streptomyces scabies) und Silberschorf (Helminthosporium solani) auf.
Üblicherweise werden Schorfkrankheiten von Schlauchpilzen verursacht. Der Kartoffelschorf als Ausnahme wird von einem Bakterium verursacht, dies war zum Zeitpunkt der Namensgebung noch unbekannt.